# Phare de Ram Island
Pour les articles homonymes, voir RAM.
Le phare de Ram Island (en anglais : Ram Island Light) est un phare actif situé sur Ram Island à l'entrée de Boothbay Harbor, dans le Comté de Lincoln (État du Maine).
Il est inscrit au Registre national des lieux historiques depuis le 21 janvier 1988 .

## Histoire
Ram Island fait partie d'un groupe d'îles situées le long de la limite est de la baie de Booth, s'étendant à peu près au sud depuis Ocean Point, la pointe la plus au sud de la ville de Boothbay, à la pointe de la péninsule de Linekin Neck. L'île est séparée par un étroit chenal de Fisherman Island, une longue et étroite île nord-sud.
À la fin du XIXe siècle, Boothbay Harbor est devenu un centre commercial et de construction navale majeur du Maine, avec un commerce touristique en croissance et un service de bateaux depuis des villes plus au sud. Cette station a été créée en 1883 pour marquer l'entrée la plus à l'est de la zone portuaire et l'approche ouest de la Damariscotta River (en).
Le phare a été érigé, les pieds dans l'eau, à environ 30 m au nord de l’île. Il a été automatisé en 1965 et il est équipé d'une balise moderne. La tour est reliée à l'île par une passerelle surélevée. Sur l'île se trouvent la maison du gardien et un bâtiment à combustible. Sa lentille de Fresnel d'origine est exposée au musée de Boothbay . La  Ram Island Preservation Society a restauré la maison du gardien.

## Description
Le phare  est une tour cylindrique en pierre de granit et brique, avec une galerie et une lanterne polygonale de 11 m de haut. La tour en brique est peinte en blanc et la lanterne est noire. Son feu isophase émet, à une hauteur focale de 11 m, un éclat rouge de 3 secondes par période de 6 secondes. Sa portée est de 11 milles nautiques (environ 20 km).
Il est équipé d'une corne de brume émettant un blast par période de 30 secondes.

## Caractéristiques dufeu maritime
Fréquence : 6 secondes (R)
- Lumière : 3 secondes
- Obscurité : 3 secondes

Identifiant : ARLHS : USA-686 ; USCG : 1-5420 - Amirauté : J0136.
|                 |
| Boothbay Harbor |

|          |
| Le phare |

### Lien connexe
- Liste des phares du Maine